# Paralelismo sintático
O que se denomina paralelismo sintático é um encadeamento de funções sintáticas idênticas ou encadeamento de orações de valores sintáticos iguais.
Orações que se apresentam com a mesma estrutura sintática externa, ao ligarem-se umas às outras em processo no qual não se permite estabelecer maior relevância de uma sobre a outra, criam um processo de ligação por coordenação. Diz-se que estão formando um paralelismo sintático.

## Paralelismos Frequentes

### e, sem
Ele conseguiu transformar-se no Ministro das Relações Exteriores e no homem forte do governo.
Não adianta invadir a Bolívia sem romper o contrato do gás.

### não só... como também
O projeto 'não só será apreciado, como também será aprovado.

### massim
Não estou descontente com seu desempenho, mas sim com sua arrogância.

### ou
O governo ou se torna racional ou se destrói de vez.
Maria Rita,  ou seja amiga dos alunos ou perca o emprego.
Duvidoso se aceitaria ou não a batalha.

### tanto... quanto
Estávamos questionando tanto seu modo de ver os problemas quanto sua forma de solucioná-los.

### isto é, ou seja
Você deveria estar preocupado com seu futuro, ou seja, com sua sobrevivência.

### ora...ora
Ora a desejava, ora a ignorava
.

## Onde o Paralelismo sintático aparece

### Em textos literários
Eles aparecem com certa frequência nos textos.